# Fraser Nunatak
Fraser Nunatak är en nunatak i Antarktis. Den ligger i Östantarktis. Australien gör anspråk på området. Toppen på Fraser Nunatak är 2 070 meter över havet.
Terrängen runt Fraser Nunatak är lite kuperad. Trakten är obefolkad. Det finns inga samhällen i närheten.